# شهرستان کوتیکوک
شهرستان کوتیکوک (به انگلیسی: Coaticook Regional County Municipality) یک منطقهٔ مسکونی در کانادا است که در استری، کبک واقع شده‌است. شهرستان کوتیکوک ۱٬۳۵۴٫۷۰ کیلومتر مربع مساحت و ۱۸٬۸۴۷ نفر جمعیت دارد.